# حكاية الحداثة في المملكة العربية السعودية (كتاب)
حكاية الحداثة في المملكة العربية السعودية كتاب في النقد الثقافي للناقد السعودي الدكتور عبد الله الغذامي، صدر عام 2004 وأثار ردود فعل واسعة تنوعت بين التأييد والمعارضة لمضمونه. ويتضمّن الكتاب بحسب المؤلف «شهادة لشاهد عاش حكاية الحداثة في المملكة العربية السعودية» التي بدأت عام 1985 بظهور النظرية النقدية والتشريح الثقافي، ونتج عنها ثورة مضادة ومعارك امتدت من الصحف إلى منابر الجوامع وأشرطة الكاسيت والكتب، وطالت بسببها تهمة الخيانة العلمانية والتغريب والتشكيك في الدين والوطنية العديد من رموز حركة الحداثة.

## محتويات الكتاب
يتضمن الكتاب ستة عشر فصلاً وملحقاً نشر فيه الغذامي نماذج مما سماه «الرسائل الكيدية» التي اعتاد على تلقيها على بريده الخاص بوصفها كاشفةً عن بعض ملامح تعامل البيئة الاجتماعية مع الفكر والطروحات الفكرية.
ومن عناوين فصول الكتاب: «الحوار الضائع»، «تسكين المتحرك، النسق الساكن»، «حداثة النصف خطوة»، «الطفرة: الحداثة المشوهة»، «صدمة الحداثة»، «معركة الجامعة»، «الحداثة في خطب الجمعة» وهو أكثر فصول الحكاية إثارة ويبدأه الغذّامي بالإشارة إلى خطبة الجمعة في مسجد جامعة الملك عبد العزيز فيقول عنها وعن الخطيب: «راح فيها يتحدث عن الحداثي الذي يصلي مثل صلاتنا، وهو مخرب ومغترب وعلماني واستطرد ليذكر باقي قائمة الشرور من ماسونية وماركسية وإلحادية، كان يتكلم وعينه في عيني ولم تكن بيني وبينه سوى أمتار».

## انتقادات الكتاب
كتبت الكثير من المقالات والدراسات النقدية والكتب التي هاجمت طرح الغذامي في كتاب (حكاية الحداثة في المملكة العربية السعودية) واتهمته بتهم مختلفة من بينها تهمة التضخم والنرجسية، ومن أبرز منتقديه عز الدين صغيرون الذي ألف كتاب (أوهام الحداثوية: ثقوب في رواية عبد الله الغذامي لتجربة الحداثة السعودية)، وذكر فيه أن رواية الغذامي لحكاية الحداثة في السعودية يمكن أن تفيد دارسي الإنتاج الأدبي الغذامي، وراصدي حياته الشخصية وتركيبته النفسية، أكثر مما تفيد في دراسة تاريخ الفكر السعودي، وتطور تجربته الحداثية. وهذا سببه يعود بشكل واضح إلى تلك «النرجسية والتضخم الأنوي الذي يجعل صاحبه يمارس أسوأ أنواع الخداع الذاتي متصورًا مركزية أنوية ليغطي بها عجزًا بنيويًّا عن التمثل الحقيقي لمتطلبات (الحداثة) الحق، وهو بهذا يمثل الحداثوية العربية في أسوأ حالاتها».
كما قدم الدكتور أبو بكر باقادر ورقة بعنوان «حكاية الحداثة في السعودية: تدوين لسيرة أم لمسيرة» ملتقى جماعة حوار في نادي جدة الأدبي اتهم الغذامي بأنه عرض أفكاره في الكتاب بطريقة «موغلة في الشخصنة».
ومن الانتقادات الغريبة التي طالت الغذامي اتهامه بأنه انتحل فكرة كتابة من كتاب آخر هو «الصراع الفكري في البلاد المستعمرة» لمؤلفه مالك بن نبي.

## إشادات بالكتاب
في مقابل الأصوات الناقدة لكتاب حكاية الحداثة نستمع لأصوات أشادت بطرح الغدامي من بينها صوت الكاتب السوري عبد اللطيف الأرناؤوط الذي كتب: «استطاع الغذامي تحليل الأساليب التي يتخذها المحافظون في ردود أفعالهم على الحداثة، وهي أساليب تمليها طبيعة النسق المحافظ، وتخرج دفاعه من حدود الموضوعية والنزاهة العلمية، كان كتاب «عبد الله الغذامي» وعنوانه (الخطيئة والتكفير) أكثر مؤلفاته رفضاً لرموز النسق الاجتماعي المحافظ، ومن الحداثيين التقليديين».